# Anna Olsson (Kanutin)
Anna Gunilla Olsson (* 14. März 1964 in Timrå) ist eine ehemalige schwedische Kanutin. Sie war Olympiasiegerin und Weltmeisterin.

## Sportliche Karriere
Anna Olsson gewann zusammen mit Agneta Andersson bei den Olympischen Spielen 1984 in Los Angeles die Goldmedaille im Zweier-Kajak über 500 Meter mit fast zwei Sekunden Vorsprung vor den Kanadierinnen und den Deutschen. Am nächsten Tag siegte im Vierer-Kajak das rumänische Boot mit einer halben Sekunde Vorsprung vor Agneta Andersson, Anna Olsson, Eva Karlsson und Susanne Wiberg. 
Vier Jahre später bei den Olympischen Spielen 1988 in Seoul belegten Olsson und Andersson den sechsten Platz im Zweier, im Vierer erreichten Olsson, Andersson, Susanne Gunnarsson(-Wiberg) und Liselotte Ohlson ebenfalls den sechsten Platz. Ihre erste Weltmeisterschafts-Medaille gewann Olsson 1991 in Paris als Andersson und Olsson im Zweier hinter den Deutschen und den Ungarinnen die Bronzemedaille erkämpften. Bei den Olympischen Spielen 1992 in Barcelona trat Anna Olsson mit Maria Haglund, Susanne Rosenqvist und Agneta Andersson im Vierer an und gewann Bronze hinter den Ungarinnen und den Deutschen.
1993 gewann Anna Olsson bei den Weltmeisterschaften in Kopenhagen drei Medaillen. Im Einer-Kajak erhielt sie Silber hinter der Deutschen Birgit Fischer. Im Zweier-Kajak gewannen Olsson und Andersson neun Jahre nach ihrem Olympiasieg auch den Weltmeistertitel. Im Viererkajak siegten die Deutschen vor Andersson, Haglund, Rosenqvist und Olsson. 1994 wurden bei den Weltmeisterschaften in Mexiko-Stadt die seit 1989 ausgetragenen Wettkämpfe über 5000 Meter durch neue Wettbewerbe über 200 Meter ersetzt. Anna Olsson gewann im Einer über 200 Meter Silber hinter der Ungarin Rita Kőbán. Im Vierer über 500 Meter siegten die Deutschen vor den Ungarinnen, dahinter erhielten Andersson, Haglund, Rosenqvist und Olsson die Bronzemedaille. Auch bei den Weltmeisterschaften 1995 in Duisburg standen Wettbewerbe über 200 Meter und über 500 Meter auf dem Programm. Olsson gewann im Einer über 200 Meter Bronze hinter Rita Kőbán und der Kanadierin Caroline Brunet. Im Vierer über 200 Meter siegten die Kanadierinnen vor den Deutschen und dem schwedischen Vierer mit Ingela Ericsson, Haglund, Rosenqvist und Olsson.
Bei den Olympischen Spielen 1996 in Atlanta standen für die Flachwasser-Kanutinnen nur die drei Wettbewerbe über 500 Meter auf dem Programm. Im Vierer gewannen Susanne Rosenqvist, Anna Olsson, Agneta Andersson und Ingela Ericsson Bronze hinter den Deutschen und den Schweizerinnen. Vier Jahre später nahm Anna Olsson an den Olympischen Spielen 2000 in Sydney teil, es war ihre fünfte Olympiateilnahme. Sie erreichte sowohl im Einer als auch im Zweier mit Ingela Ericsson das Finale und belegte den neunten Platz im Einer sowie den achten Platz im Zweier.
Ihr Bruder Gunnar Olsson war ebenfalls Kanute und gewann 1992 im Zweier-Kajak olympisches Silber.